# Ernst-Ulrich Schlünder

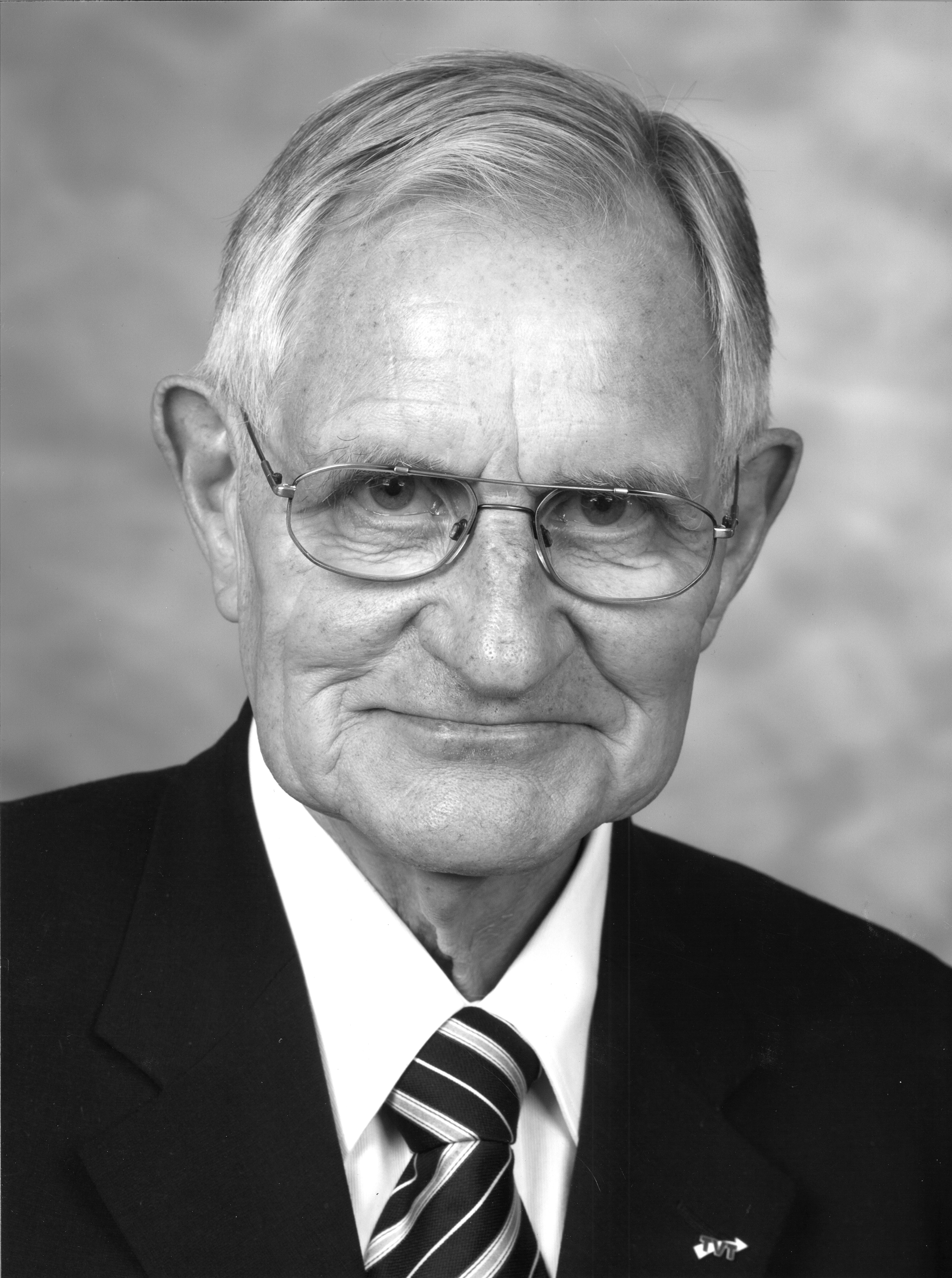
Ernst-Ulrich Schlünder

Ernst-Ulrich Schlünder (* 6. September 1929 in Liegnitz, Provinz Niederschlesien; † 2. Juli 2019 in Ettlingen) war ein deutscher Ingenieur für Thermische Verfahrenstechnik.

## Werdegang
1946 bis 1949 machte er eine Lehre als Autoschlosser. Nach dem Abschluss und Gesellenprüfung besuchte er 1949 bis 1952 die staatliche Ingenieurschule Frankfurt/Main, die er als staatlich geprüfter Ingenieur abschloss. Er war danach Angestellter bei der Firma Linde in Wiesbaden. Von 1954 bis 1958 studierte er Maschinenbau an der TH Darmstadt, mit Abschluss als Diplom-Ingenieur.
1958 bis 1962 war er wissenschaftlicher Assistent bei Otto Krischer am „Lehrstuhl für Heizungs- und Trocknungstechnik“ der TH Darmstadt. 1962 wurde er zum Dr.-Ing. promoviert, Thema seiner Dissertation war: „Über die Trocknung ruhender Einzeltropfen und fallender Sprühnebel“. Danach folgte weitere wissenschaftliche Tätigkeit bei Krischer. 1964 habilitierte er an der TH Darmstadt, Thema seiner Habilitationsschrift war: „Wärme- und Stoffübertragung zwischen durchströmten Kugelschüttungen und festen Oberflächen von Einzelkörpern und Kanälen“. Er erhielt die Venia legendi an der TH Darmstadt und war in der Lehre tätig.
Bereits seit 1963 war er – in der Nachfolge des nach Stuttgart berufenen Glaser – kommissarischer Leiter der „Forschungsgruppe für Wärme- und Kältetechnik“ am Max-Planck-Institut für Strömungsforschung in Göttingen. 1964 bis 1967 war er hauptamtlicher Leiter der inzwischen in „Forschungsgruppe für Thermodynamik, Wärme- und Stofftransport“ umbenannten Forschungsgruppe. Während dieser Zeit wurde auch seine Lehrbefugnis an die TH Hannover übertragen, und er hielt dort Vorlesungen auf dem Gebiet der Wärmeübertragung.
1967 bis 1997 war er in der Nachfolge von Emil Kirschbaum Ordinarius und Leiter des „Instituts für Thermische Verfahrenstechnik“ der Universität Karlsruhe (TH). 1997 wurde er emeritiert.

## Wissenschaftliche Tätigkeit
Ernst-Ulrich Schlünder lehrte auf dem Gebiet der Wärme- und Stoffübertragung, der Destillations- und Verdampfungstechnik sowie der Trocknungstechnik.
Seine umfangreiche Forschungstätigkeit befasste sich insbesondere mit der Wärmeübertragung in fluidisierten Schüttungen, bei Kontakt von ruhenden und umgelagerten Schüttungen mit beheizten Oberflächen (Anwendung bei der Kontakttrocknung), bei Prallströmung (Anwendung z. B. bei der Düsentrocknung von Textilien oder Papier, von dünnen Schichten), Heißdampftrocknung, Hochfrequenztrocknung, Wärmeübertragung bei der Verdampfung und Kondensation, auch von Mehrstoffgemischen, Wärmeübertragung in Rohrbündel-Wärmeübertragern mit Umlenkblechen. Weitere Themenfelder wie die Adsorption von Gasgemischen und von binären und von Mehrfachgemischen an porösen Partikeln resultierten aus der Mitarbeit in dem von ihm mit angeregten und von der Deutschen Forschungsgemeinschaft (DFG) finanzierten Sonderforschungsbereich (SFB) 62 „Technische und Chemische Verfahrenswissenschaften“. Hier galt das Interesse den Grundlagen der Gas- und Wasserreinigung. Auch der zweite Sonderforschungsbereich in der Fakultät für Chemieingenieurwesen, der das Institut angehörte, der SFB 250 „Selektive Reaktionsführung an festen Katalysatoren“, beruhte auf Ideen von Schlünder.
Schlünders wissenschaftliche Interessen spiegeln sich wider in den Themen der zahlreichen von ihm und seinen Mitarbeitern betreuten Studien- und Diplomarbeiten sowie den von ihm betreuten 80 Dissertationen.
Weitere Tätigkeitsfelder:
- Vorsitzender des Redaktionsausschusses des in dreijährigem Rhythmus erscheinenden VDI-Wärmeatlas von der 2. bis zur 6. Auflage.
- Editor in Chief des von zahlreichen internationalen Autoren verfassten Heat Exchanger Design Handbook.
- Editor in Chief der Zeitschrift Chemical Engineering and Processing, hervorgegangen aus der Zeitschrift Verfahrenstechnik, deren Herausgeber er war.
- Mitglied der „Editorial Boards“ einer Reihe von internationalen wissenschaftlichen Zeitschriften.
- Gastprofessuren am IIT Madras (Indien), an der UC Berkeley (USA), an dem ENSIC Nancy (Frankreich), an der University of Canterbury (Neuseeland), am University College der University of Cambridge (Großbritannien)

## Auszeichnungen
- Arnold-Eucken-Preis
- Arnold-Eucken Medaille
- Medaille Gustave Trasenster
- Award for Excellence in Drying
- Landesforschungspreis 1995 des Landes Baden-Württemberg
- Ernst Solvay Preis
- Ehrendoktor des Institut National de Polytechnique Lorraine Nancy (INPL)
- Ehrendoktor der Slowakischen Technische Universität Bratislava
- Ehrendoktor der University of Surrey, Guildford, UK

## Schriften
- Veröffentlichungen in Fachzeitschriften wie z. B. Chemie-Ingenieur-Technik, Verfahrenstechnik, Chemical Engineering & Processing, Chemical Engineering Science, Heat Transfer Engineering, International Journal of Heat & Mass Transfer
- Buchbeiträge in VDI-Wärmeatlas, VDI-Heat Atlas, Heat Exchanger Design Handbook (HEDH)

- Ernst-Ulrich Schlünder, Franz Thurner: Destillation, Absorption, Extraktion. Thieme, Stuttgart, New York 1986
- Ernst-Ulrich Schlünder, Evangelos Tsotsas: Wärmeübertragung in Festbetten, durchmischten Schüttgütern und Wirbelschichten. Thieme, Stuttgart, New York 1988 Chemie-Ingenieur-Technik
- Ernst-Ulrich Schlünder, Holger Martin: Einführung in die Wärmeübertragung. Vieweg, Braunschweig, Wiesbaden 1995
- Ernst-Ulrich Schlünder: Einführung in die Stoffübertragung. Vieweg, Braunschweig, Wiesbaden 1996